# Alfredo Pacheco
Alfredo Alberto Pacheco (1. prosince 1982, Santa Ana – 27. prosince 2015, tamtéž) byl salvadorský fotbalový obránce a reprezentant. Hrál na postu levého beka. Mimo Salvador působil na klubové úrovni v USA.
Ve věku 33 let se stal obětí vraždy, 27. prosince 2015 jej na ulici v rodném městě Santa Ana zastřelili v automobilu neznámí pachatelé. Za prosinec 2015 byl už druhým fotbalistou z některé středoamerické země, který byl ve své vlasti zastřelen (10. prosince zemřel stejným způsobem Arnold Peralta z Hondurasu).

## Klubová kariéra
- CD FAS (mládež)
- CD FAS 2000–2010
- →  New York Red Bulls (hostování) 2009
- CD Águila 2010–2011
- AD Isidro Metapán 2011–2013

## Reprezentační kariéra
V salvadorském národním A-mužstvu debutoval v roce 2002. Celkem odehrál v letech 2002–2013 za salvadorský národní tým 86 zápasů (vstřelil 7 gólů), což z něj činí hráče s nejvyšším počtem startů v salvadorské reprezentaci (aktuální k lednu 2016).
V září 2013 byl společně s 13 reprezentačními spoluhráči potrestán doživotním zákazem startu v reprezentaci kvůli nekalému ovlivňování zápasů.